# Santiago do Sul
Santiago do Sul är en kommun i Brasilien.   Den ligger i delstaten Santa Catarina, i den södra delen av landet, 1 300 km söder om huvudstaden Brasília. Antalet invånare är 1 465.
I omgivningarna runt Santiago do Sul växer huvudsakligen savannskog. Runt Santiago do Sul är det ganska glesbefolkat, med 26 invånare per kvadratkilometer.